# Ballintra
Ballintra (Iers: Baile an tSratha)is een plaats in het Ierse graafschap Donegal. De plaats telt 217 inwoners. Het dorp had in het verleden een station aan de spoorlijn Donegal - Ballyshannon, een smalspoorlijn die werd geopend in 1905. Het station werd gesloten in 1960.